# Louis Mayer (Mediziner)

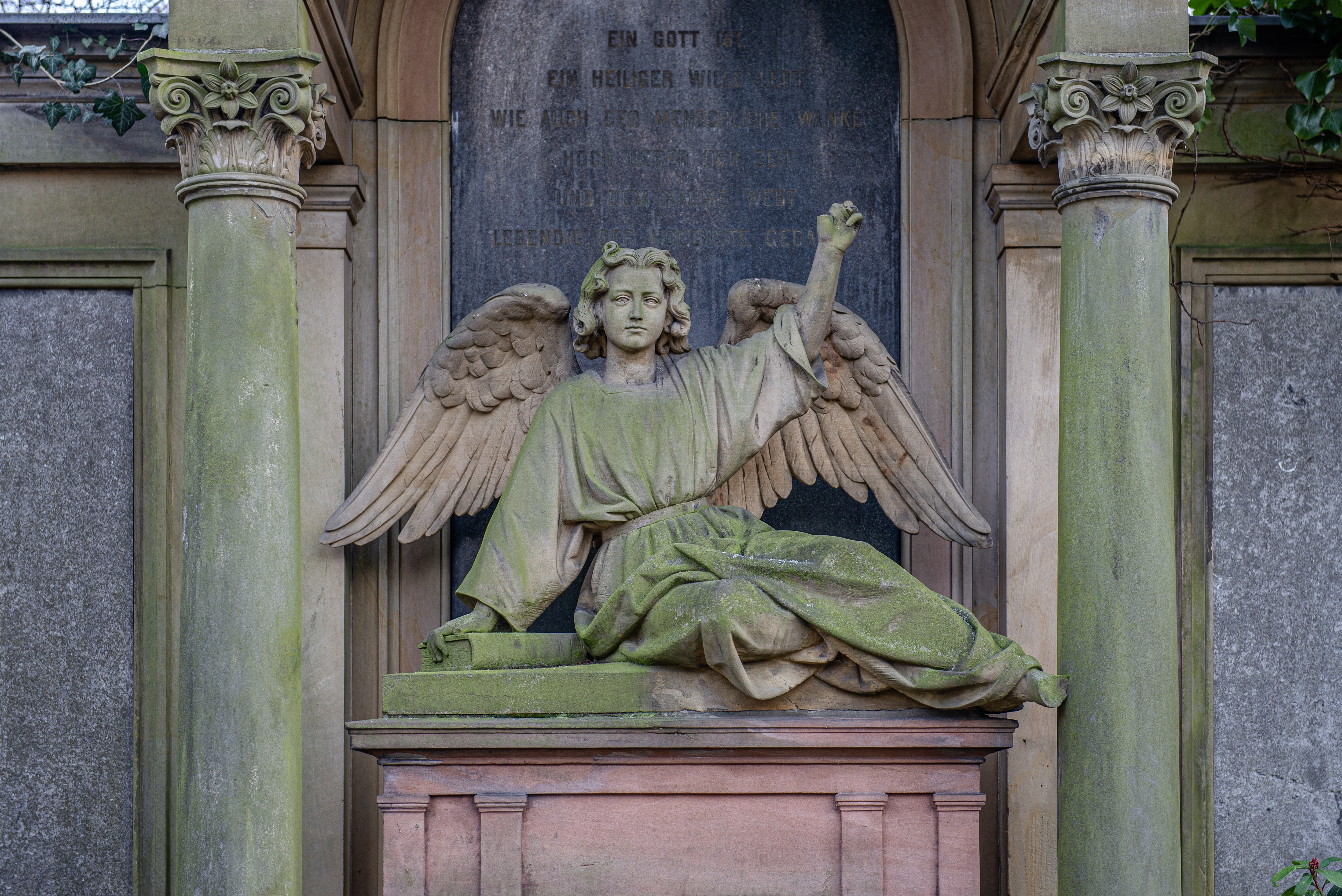
Grab von Marie & Louis Mayer. Engel von Julius Franz

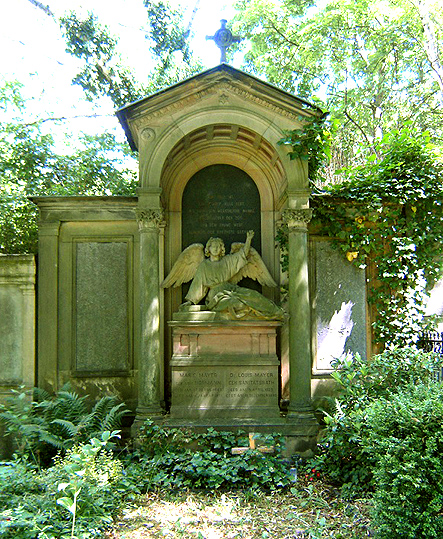
Grab Dr. Louis Meyer, Grabarchitektur: Martin Gropius

C. E. Louis Mayer (* 9. April 1829 in Berlin; † 13. Dezember 1890 ebenda) war ein deutscher Gynäkologe. Er war Sohn des Gynäkologen Karl Wilhelm Mayer (1795–1868) und ein Schwager des Pathologen Rudolf Virchow.
Mayer studierte ab 1848 an der Universität in Halle und später in Würzburg, wo er auch unter der Leitung seines Schwagers Rudolf Virchow arbeitete. Er ging von Würzburg aus nach Wien, wo er an der Gebäranstalt gynäkologische Untersuchungen an Schwangere durchführte, um über dieses Thema 1853 seine Dissertation zu veröffentlichen. Bald darauf übernahm er die gynäkologische Poliklinik seines Vaters. Er habilitierte sich 1872 an der Berliner Universität für Gynäkologie und Geburtshilfe. Er war Mitglied der geburtshilflichen Gesellschaft und übernahm nach dem Tod von Eduard Arnold Martin den Vorsitz des Vereins. Er blieb dies bis zur Zusammenlegung des Vereins mit der Berliner gynäkologischen Gesellschaft.
Mayer starb 1890 in Berlin. Sein Grab befindet sich auf dem Alten St.-Matthäus-Kirchhof Berlin. Es war von 1987 bis 2009 als Ehrengrab der Stadt Berlin gewidmet.